# هنری کوانس
هنری کوانس (انگلیسی: Henry Cowans؛ زادهٔ ۶ سپتامبر ۱۹۹۵) بازیکن فوتبال اهل بریتانیا است.
از باشگاه‌هایی که در آن بازی کرده‌است می‌توان به باشگاه فوتبال استیونج و باشگاه فوتبال استون ویلا اشاره کرد.